# Geirmund Brendesæter
Geirmund Brendesæter (Bømlo, 22 marzo 1970) è un ex calciatore norvegese, di ruolo difensore.

## Carriera

### Club
Brendesæter iniziò la carriera con la maglia del Bremnes e vestì in seguito la casacca dello Stord. Passò poi al Brann, per cui debuttò nel giugno 1991 e per cui militò per tredici stagioni consecutive, fatta eccezione per una parentesi all'Arminia Bielefeld nel 1997. In Germania, collezionò 13 apparizioni, prima di tornare al Brann per la parte finale del campionato 1997. Per questi ultimi, totalizzò 336 presenze tra tutte le competizioni, con 7 reti.
Nel 2001, chiese tramite un sondaggio ai suoi tifosi se avesse dovuto continuare la carriera o ritirarsi: il pubblico votò per la prima ipotesi. Geddi (il suo soprannome) firmò allora un nuovo contratto. Nell'ultimo incontro della sua attività agonistica per il Brann, fu schierato nei minuti finali della sfida contro il Vålerenga, al posto di Raymond Kvisvik, nel ruolo di attaccante, che aveva ricoperto soltanto in gioventù, ma mai nel Brann.
Brendesæther, o più semplicemente Geddi, è stato oggetto di una certa adorazione da parte dei suoi tifosi. Questo per la sua lealtà nei confronti del club.
Nel 2008 tornò a giocare nel Bremnes, squadra per cui iniziò la carriera.

### Nazionale
Brendesæter giocò 6 partite per la Norvegia. Esordì il 9 giugno 1993, nel pareggio a reti inviolate contro i Paesi Bassi.